# Kestigia
Kestigia (ook kestigie, kestighie of kestigade) is een Oudfries werkwoord waarmee in de oud-Friese rechtspraak een bepaalde stap binnen een proces werd aangeduid. De historicus R.P. Cleveringa Pzn. noemt het een 'technisch bewijsrechtelijk begrip'. De teksten waarin de term wordt aangetroffen dateren uit de twaalfde, dertiende en veertiende eeuw.

## Rechtsbronnen en moderne studies
Het woord kestigia komt achtmaal voor in middeleeuwse Friese teksten met betrekking tot de rechtspraak. Er zijn drie vermeldingen in het Oudere Schoutenrecht, twee in het Jongere Schoutenrecht, een in de Willekeuren van de Vijf Delen en twee in de Jurisprudentia Frisica.
Over de betekenis van het woord kestigia waren de meningen verdeeld. In de loop der eeuwen was de precieze betekenis ervan verloren gegaan. Vanaf de negentiende eeuw werden de oude teksten wetenschappelijk onderzocht en trachtte men de juiste betekenis van kestigia te achterhalen. Zowel prof. mr. S.J. Fockema Andreae als Van Klaarsbergen hebben hierover gepubliceerd.

De meest recente studie is van de hand van R.J. Cleveringa: "Het oud-Friese 'kestigia'", gepubliceerd in 1959. Cleveringa's conclusie is dat het "overtroeven" of "overbieden" door klager het wezenlijke kenmerk van de procedure was.

## Etymologie
Het woord kestigia is waarschijnlijk afgeleid van het Oudfriese woord kest. Ook in het tegenwoordige Standaardfries bestaat dit woord nog als kêst en betekent artikel in wet of statuut. Het Oudfriese woord kest kon volgens Cleveringa drie betekenissen hebben:
- 1. kest = keuze
- 2. kest = eed
- 3. kest = koopsom

Cleveringa acht de eerste betekenis het meest waarschijnlijk, omdat de beklaagde moet kiezen of hij een verzwaard bewijs wil leveren of het proces verliest. Ook de klager had in veel gevallen een keus, namelijk tussen een verzwaring van de eed of een oproep tot de kamp. Een verband met de betekenis 'koopsom' wordt door Cleveringa met nadruk van de hand gewezen.
Voor de publicatie van Cleveringa werd kestigia veelal in verband gebracht met het Latijnse werkwoord castigare (= straffen, terechtwijzen).

## Procedure
In de oud-Friese rechtspraktijk moest een beklaagde in de regel zijn onschuld bewijzen door het leveren van een eed. De beklaagde werd dus in beginsel schuldig geacht en moest zijn onschuld aantonen.

De eed van de beklaagde moest worden bekrachtigd door de eed van een aantal eedhelpers, die verklaarden dat de beklaagde een betrouwbaar persoon was. Het aantal eedhelpers kon variëren van één tot elf. Wanneer klager geen genoegen nam met een gewone eed kon hij in bepaalde, door wetsregels vastgestelde gevallen van de beklaagde een zwaardere eed eisen of oproepen tot de kamp. Klager kon kiezen aan welke volgende stap in het proces hij de voorkeur gaf. Dit verzwaren van het onschuldsbewijs was 'kestigia'.

Uit de rechtsbronnen blijkt duidelijk dat de beklaagde een groter aantal eden moest leveren als het vergrijp waarvan hij beschuldigd werd ernstiger was. Ook de waarde van het betwiste goed (een paard, een geldvordering) speelde een rol.
Er zijn pogingen ondernomen om op basis van de genoemde wetsteksten uit de elfde eeuw en later uitspraken te doen over de rechtspraak in het Karolingische Friesland. Dit moet op methodologische gronden worden afgewezen. S.J. Fockema Andreae schrijft hierover het volgende: "Zo gaarne zou men op het Karolingische Friesland het licht doen schijnen van de wetten uit de elfde eeuw en later. Maar dit is niet geoorloofd. Er is in de tussentijd in Friesland te veel gebeurd dan dat men continuïteit zelfs maar als werkhypothese zou mogen aannemen. De onderzoeker komt dan immers 'te staan voor ledige tijdruimten van vele eeuwen, waarin hij uitsluitend op zijn goed gesternte moet vertrouwen'."